# Arhitektura računala
Arhitektura računala (još i kao računalna arhitektura, organizacijski ustroj računala, organizacijska struktura računala) je teorija koja podržava izgradnju i organizaciju računala i računalnih cjelina. Kao što arhitekt u građevini postavi principe i ciljeve za jednu građevinu tako i računalni arhitekt stvara računalnu arhitekturu. Arhitekti prilikom gradnje neke građevine takoder usklađuju principe s materijalima i konceptima koje koriste (npr. gradnja u opeci zahtjeva drugačiji pristup nego izgradnja u betonu ili kamenu), tako i računalni arhitekt mora uskladiti svoju "gradnju" s ograničenjima materijala i tehnika koje on/ona koristi.

## Ciljevi sastavljanja računala
Jedan od najčešćih problema s kojim se suočava arhitektura računala jest odnos između cijene gradnje i performanse koje se mogu postići s izabranim dizajnom. Drugi ciljevi u konstrukciji su također važni: veličina stroja, težina, potrošnja električne energije, inter-operabilnost, mogućnost nadogradnje, korištenje određenih periferija, itd.

## Principi arhitekture računala

### Arhitektura pojedinih cjelina
- arhitektura centralne jedinice ili CPU - skup naredbi i izvedba ulazno/izlaznih jedinica
- memorijska arhitektura
- arhitektura sabirnice

### Izvedba osnovnih elemenata
- analogna računala
- digitalna računala
- kvantna računala
- hibridna računala

### Tehnike izvedbe
- elektronička računala
- električna računala
- elektro-mehanička računala
- mehanička računala
- fluidična računala

### Arhitektura pojedinih cjelina
- arhitektura središnje jedinice ili CPU-a - skup naredaba i izvedaba ulazno/izlaznih jedinica, principi rada (stack, pipeline, RISC, ASIC, vector)
- memorijska arhitektura
- arhitektura sabirnice

## Arhitektonski smjerovi u izradi računala
- Von Neumannova računalna arhitektura
- Harvardska računalna arhitektura
- stack ili hrpasta računalna arhitektura
- paralelna računalna arhitektura
- RISC računalna arhitektura
- CISC računalna arhitektura
- Vektorska računalna arhitektura

## Arhitektura sabirnice
Sabirnica (eng. bus, množina buses) je podskup unutar računala ili neke druge elektroničke opreme koja kroz jedan dogovoreni standard omogućava usmjeravaje podatka i upravljačkih signala između: integriranih krugova kao na primjer CPU i memorije, ostalih uređaja koje sačinjavaju računalo pod skupova unutar računala, ili između međuspojnica koje dozvoljavaju spajanje računala s vanjskim svijetom.
Način na koji je sabirnica izrađena ili izabrana imat ce utjecaj na način na koje računalo radi (brzina) kao i na mogućnost proširenja i korištenja standardiziranih komponenti koje su dostupne na tržištu.